# KEITH
KEITH（キース、1952年2月6日 - ）は秋田県出身のドラマー。本名、戸部 孝樹。日本のバンドARBの創設メンバーであり、かつてキース戸部名義で活動していた。

## 経歴
秋田県男鹿市船川出身。中学校時代にバンド活動を開始し、高校を卒業してから1969年に上京。ジャッキー吉川とブルーコメッツのバンドボーイやフライド・エッグのバンドボーイを経て、1973年、フォークロックグループ「オレンジ・ペコ」のドラマーとしてデビュー。脱退後、1977年に石橋凌らとARBを結成。1981年、29歳の時、胆石で手術を受けたのを機として、肩に雷神、背中に菩薩の刺れ青を入れる。
1990年10月にARB解散、1998年に再結成。この間、1993年、ストラングラーズのサポートドラマーとしてカナダやアメリカでのツアーに参加。2000年、初のソロアルバム『親孝行』をリリース。2003年からはSHY、寺岡信芳（fromアナーキー）、古見健二らと共に結成したGroovin'を中心に活動を開始。一方、ARBは2006年、石橋凌の脱退で活動停止した。
2009年、活動休止から復活を果たしたLIZARDに加入した。
2011年2月以降、自身の右腕のコンパートメント症候群のため、Groovin'は無期限の活動休止に入っている。
芸名は憧れであるローリング・ストーンズのキース・リチャーズに由来する。（バンドボーイ時代のファンがキースとあだ名をつけた。）
宇崎竜童が監督を務めた映画『さらば相棒』では脇役で出演、サングラスを外した素顔も披露している。

## ディスコグラフィ

### アルバム
- 親孝行～The STORY OF THE MAN LIVES IN "JINGI"（2000年）